# Kartondruk
Kartondruk is een hoogdruktechniek waarbij (golf)karton als beelddrager wordt gebruikt. De drukvorm is uitgesneden of bewerkt en daarna per kleur afgedrukt. Bij voorkeur worden oliehoudende inkten gebruikt omdat bij waterhoudende inkten de drukvorm te snel verzadigd is en zo in omvang toeneemt.
De karakteristieke oppervlaktestructuur is een eigenschap die bij deze druktechniek kan worden uitgebuit. Hoge oplages zijn vrijwel niet mogelijk omdat de inkt de drukvorm verzadigt en daardoor juist de oppervlakte laat "dichtslibben" met inkt. Deze techniek wordt veel ondergebracht bij de "materiaaldrukken", maar in de loop van de jaren heeft deze techniek een zelfstandige plaats verworven onder de kunstenaars.
Vanaf 1976 is de Nederlandse kunstenaar Gert Fris met deze techniek bezig. Hij is begonnen met bierviltjes en later gekomen tot ingewikkelde meerkleurendrukken van verschillende kartonsoorten.